# Athabascameer
Het Athabascameer (Engels: Lake Athabasca) is een meer in Canada en ligt in het noorden van de Canadese provincies Saskatchewan en Alberta tussen 58° en 60° NB en tussen 106° en 113° WL. 
Met een oppervlakte van 7850 km² is het voor Canadese begrippen een middelgroot meer. De maximale lengte is 283 km, de maximale breedte is 50 km en de maximale diepte is 243 meter. De inhoud van het meer is 204 km³. Het Athabascameer is het grootste en diepste meer van Saskatchewan. Het water van de Athabasca vult het meer en het water stroomt weg via de Slave naar de Mackenzie om uiteindelijk de Beaufortzee te bereiken.
Fort Chipewyan, de oudste Europese nederzetting in Alberta, ligt aan de zuidwestelijke oever van het meer. Hier begint ook de Slave rivier, die naar de Mackenzie stroomt, deze rivier stroomt langs de oostelijke grens van het nationaal park Wood Buffalo.
Uranium City ligt aan de noordelijke oever van het Athabascameer, deze stad ligt in Saskatchewan. De stad is ontstaan toen er goud werd gevonden in dit gebied, toen gingen er mijnwerkers met hun families wonen. Toen de laatste mijn in de jaren tachtig sloot, werden de gevolgen zichtbaar in de vorm van zware vervuiling.
Het meer staat bekend om zijn zandduinen. Na lange onderhandelingen tussen verschillende belangengroepen en de mijnbouwbedrijven, werd het meer in 1992 uitgeroepen tot provinciaal park.
Het Athabascameer bevat 23 soorten vis, met een wereldrecord van een (meer)forel van 46,3 kilogram, gevangen uit de diepten van het meer.